# アメリカ合衆国憲法修正第21条

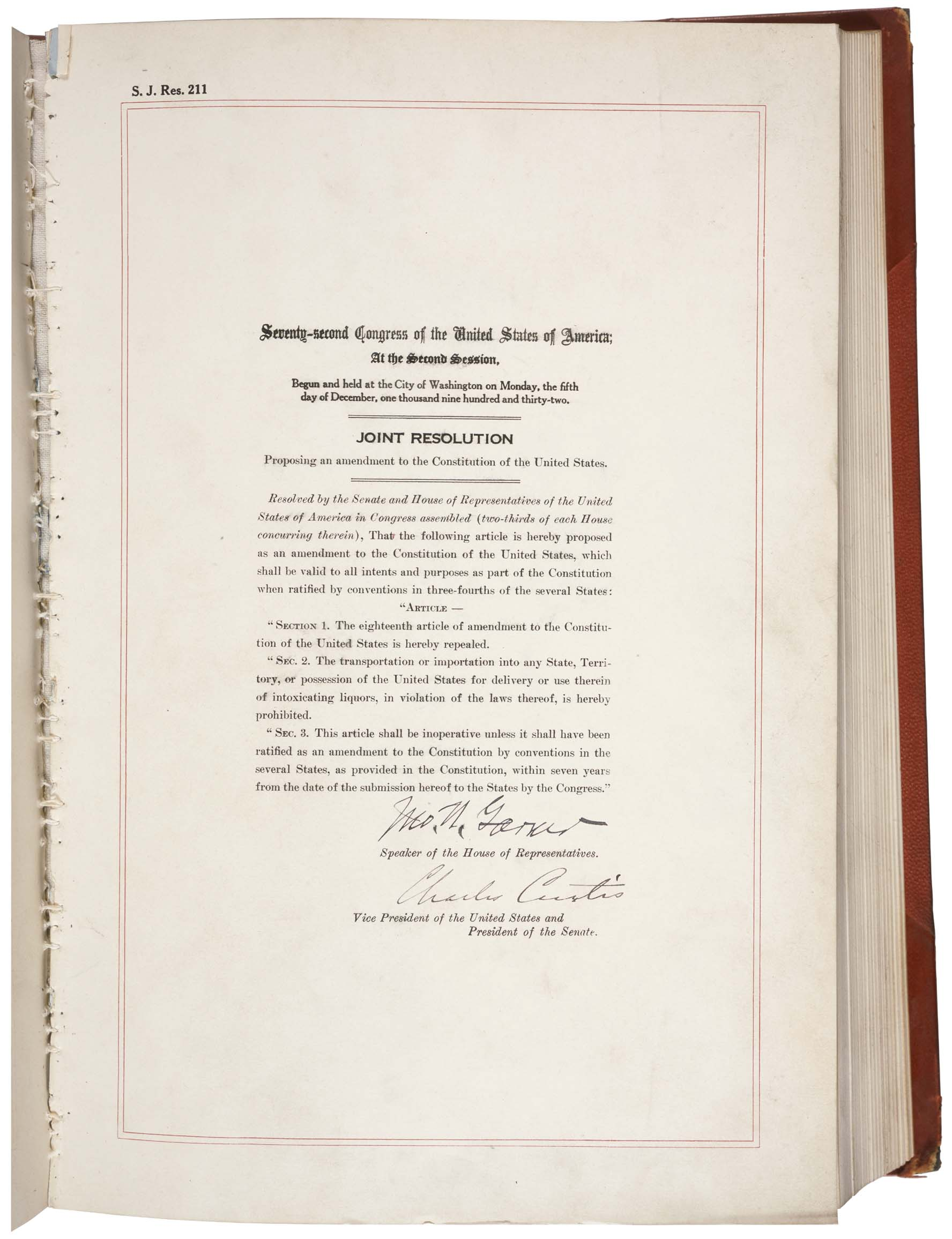
アメリカ国立公文書記録管理局に保管されているアメリカ合衆国憲法修正第21条

アメリカ合衆国憲法修正第21条（アメリカがっしゅうこくけんぽうしゅうせいだい21じょう、英:Twenty-first Amendment to the United States Constitution、あるいはAmendment XXI）は、アメリカ合衆国全土で飲料用アルコールの製造・販売等を禁止したアメリカ合衆国憲法修正第18条(いわゆる禁酒法)を撤廃した。

## 背景
憲法修正第18条によって「禁酒法時代」と呼ばれる時代が始まり、飲料用アルコールの製造・流通・販売が違法となった。1919年の修正第18条の成立は禁酒運動の頂点をなす成果だったが、間もなく、非常に評判が悪いことが明らかになった。修正第18条に反対するアメリカ市民の数が増えてくるにつれて、その撤廃の動きが大きくなった。
しかし、大衆政治は、撤廃を困難なものにしていた。合衆国憲法は憲法修正条項を批准するための二つの方法を規定しているが、この時点までに用いられていたのは一つの方法だけであった。これは、4分の3の州の議会によって批准するというものである。しかし、当時、多くの州の州議会議員は禁酒運動家に恩義を受けているか、単純にこれを恐れているかのいずれかだということが知られていた。
このため、連邦議会は、1933年2月20日に禁酒法の撤廃を正式に発議した時（発議には上下両院でそれぞれ3分の2以上の賛成が必要であるが、上院では63対21、下院では289対121で可決された）、もう一つの批准方法、すなわち各州の批准のための会議によることを選んだ。この修正条項は、この方法で批准された唯一のものである。
アメリカ合衆国憲法の中で、私人の行為を禁じる規定は、この修正第21条と修正第13条の二つしかない。ローレンス・トライブは、「普通の私人が合衆国憲法に違反し得る場合が二つあり、その二つしかない。一つは誰かを奴隷にすることであり、まさに最悪の行為である。もう一つはある州の酒類管制法に違反してビール、ワインあるいはバーボンのビンを持ち込むことであり、大人らしくないと考えられる行為であり、たぶん非合法ですらあるが、違憲だろうか?」と指摘している。

## 発議と批准
連邦議会は修正第21条を1933年2月20日に発議した。
その後、修正第21条は1933年12月5日に規定を満たして批准された。他の修正条項が各州の議会で批准されたのに対し、特にこの条項のために選定された各州の批准会議によって批准された唯一の修正条項となった。また「以前の」憲法修正条項を撤廃するという明白かつほぼ単一の目的のために成立した唯一の修正条項でもある。修正第21条によって、12月初め、全国的な禁酒法は終了した。
同条項を批准したのは次の州である。
1. ミシガン州 (1933年4月10日)
2. ウィスコンシン州 (1933年4月25日)
3. ロードアイランド州 (1933年5月8日)
4. ワイオミング州 (1933年5月25日)
5. ニュージャージー州 (1933年6月1日)
6. デラウェア州 (1933年6月24日)
7. インディアナ州 (1933年6月26日)
8. マサチューセッツ州 (1933年6月26日)
9. ニューヨーク州 (1933年6月27日)
10. イリノイ州 (1933年7月10日)
11. アイオワ州 (1933年7月10日)
12. コネチカット州 (1933年7月11日)
13. ニューハンプシャー州 (1933年7月11日)
14. カリフォルニア州 (1933年7月24日)
15. ウェストバージニア州 (1933年7月25日)
16. アーカンソー州 (1933年8月1日)
17. オレゴン州 (1933年8月7日)
18. アラバマ州 (1933年8月8日)
19. テネシー州 (1933年8月11日)
20. ミズーリ州 (1933年8月29日)
21. アリゾナ州 (1933年9月5日)
22. ネバダ州 (1933年9月5日)
23. バーモント州 (1933年9月23日)
24. コロラド州 (1933年9月26日)
25. ワシントン州 (1933年10月3日)
26. ミネソタ州 (1933年10月10日)
27. アイダホ州 (1933年10月17日)
28. メリーランド州 (1933年10月18日)
29. バージニア州 (1933年10月25日)
30. ニューメキシコ州 (1933年11月2日)
31. フロリダ州 (1933年11月14日)
32. テキサス州 (1933年11月24日)
33. ケンタッキー州 (1933年11月27日)
34. オハイオ州 (1933年12月5日)
35. ペンシルベニア州 (1933年12月5日)
36. ユタ州 (1933年12月5日)

批准は4分の3の州の批准により1933年12月5日に完了した。この修正条項は後に次の州によっても批准された。
1. メイン州 (1933年12月6日)
2. モンタナ州 (1934年8月6日)

次の州は修正条項を拒否した。
1. サウスカロライナ州 (1933年12月4日)

ノースカロライナ州の有権者は1933年11月7日に修正条項を検討する会議を否決した。

## 州及び地区による規制
第2節は州あるいは領土の法律に違反してアルコールを持ち込むことを禁じている。このことは、州にアルコール飲料について本質的に絶対的な規制権限を与えたと解釈され、多くの州は修正条項の批准後も長い間、アルコール禁止政策をとっていた（州でアルコールが禁止されていることを「ドライ」と言う）。最後までアルコール禁止政策を続けたのはミシシッピ州で、1966年まで「ドライ」であった。カンザス州は1987年までパブリック・バーの禁止を続けた。多くの州は現在、この修正条項で認められたアルコール規制権限を市または郡（あるいはその双方）に委任している。このため、地方政府が酒類免許を取り消そうとして、憲法修正第1条の権利をめぐる多くの訴訟が提起された。

## 判例
この修正条項に関わる連邦最高裁の判例はほとんどない。
クレイグ対ボーレン事件（1976年）
最高裁は、修正第14条の平等保護条項の解釈は修正第21条の成立によっても変更されないと判示した。
サウスダコタ州対ドール事件（1987年）
最高裁は、サウスダコタ州が21歳以下の成人に度数3.2％のビールの販売を認めたことを理由に、同州に対する連邦の幹線道路予算の一部の支出をやめた連邦政府の判断を支持した。判決は7対2の票決によるもので、首席判事のレンキストは、利益の提供は州の主権を不当に侵害する強制ではないと判示した。オコノア判事は、これに対する反対意見の中で、幹線道路予算と飲酒年齢規制の関係はあまりに希薄であると述べた。
グランホーム対ヒールド事件（2005年）
最高裁は、5対4の多数意見で、修正21条は酒類販売に関して休止中商業条項を覆すものではないから、各州は州内と州外のワイン醸造所を平等に扱わなければならないとした。